# Segunda Categoría del Guayas 2005
El Campeonato Provincial de Segunda Categoría de Guayas 2005 es un torneo de fútbol en Ecuador en el cual compiten equipos de la provincia de Guayas. El torneo es organizado por la Asociación de Fútbol del Guayas (AsoGuayas) y es avalado por la Federación Ecuatoriana de Fútbol. El torneo inició el 28 de mayo de 2005. 
Participan 22 clubes de fútbol que disputarán la clasificación al torneo nacional de segunda categoría, que a su vez les dará la oportunidad de ascender a la Serie B para el siguiente año. El torneo consta de dos etapas regulares más un final a un solo partido.

## Equipos participantes
Participan la mayoría de los clubes de fútbol que estén afiliados a la Asociación de Fútbol del Guayas. En total participan un total de 15 equipos en la primera etapa, de los cuales 6 llegarán a la segunda etapa.
| Equipos participantes  | Equipos participantes | Equipos participantes |
| ---------------------- | --------------------- | --------------------- |
| 9 de Octubre           | Atlético Daule        | Atlético Guayaquil    |
| Atlético Playas        | A.D. Naval            | Calvi                 |
| Carlos Borbor          | Don Café              | ESPOL                 |
| Estudiantes del Guayas | Everest               | Fedeguayas            |
| L.D. Estudiantil       | Liga de Guayaquil     | Liceo Cristiano       |
| Milagro S.C.           | Montenegro F.C.       | Norte América         |
| Paladín "S"            | Panamá                | Rocafuerte F.C.       |
| Salesianos             |                       |                       |

## Resultados
Los horarios corresponden a la hora de Ecuador (UTC-5)

### Primera fase

#### Grupo A
| Equipo                 | Pts | PJ | PG | PE | PP | GF | GC | Dif |
| ---------------------- | --- | -- | -- | -- | -- | -- | -- | --- |
| Norte América          | 24  | 10 | 7  | 3  | 0  | 21 | 5  | 16  |
| A.D. Naval             | 22  | 10 | 7  | 1  | 2  | 32 | 9  | 23  |
| Fedeguayas             | 22  | 10 | 7  | 1  | 2  | 19 | 10 | 9   |
| Milagro S.C.           | 21  | 10 | 6  | 3  | 1  | 26 | 13 | 13  |
| Calvi                  | 16  | 10 | 5  | 1  | 4  | 26 | 18 | 8   |
| Liga de Guayaquil      | 14  | 9  | 4  | 2  | 3  | 11 | 11 | 0   |
| ESPOL                  | 11  | 9  | 3  | 2  | 4  | 15 | 11 | 4   |
| Panamá                 | 11  | 10 | 3  | 2  | 5  | 29 | 24 | 5   |
| 9 de Octubre           | 6   | 10 | 2  | 0  | 8  | 15 | 35 | -20 |
| Paladín "S"            | 4   | 9  | 1  | 1  | 7  | 7  | 32 | -25 |
| Estudiantes del Guayas | 0   | 9  | 0  | 0  | 9  | 4  | 37 | -33 |

#### Grupo B
| Equipo             | Pts | PJ | PG | PE | PP | GF | GC | Dif |
| ------------------ | --- | -- | -- | -- | -- | -- | -- | --- |
| Atlético Guayaquil | 23  | 9  | 7  | 2  | 0  | 36 | 6  | 30  |
| Liceo Cristiano    | 22  | 10 | 7  | 1  | 2  | 35 | 9  | 26  |
| Rocafuerte F.C.    | 21  | 10 | 7  | 0  | 3  | 21 | 9  | 12  |
| L.D. Estudiantil   | 20  | 10 | 6  | 2  | 2  | 19 | 14 | 5   |
| Salesianos         | 18  | 10 | 6  | 0  | 4  | 20 | 14 | 6   |
| Everest            | 13  | 10 | 4  | 1  | 5  | 12 | 22 | -10 |
| Atlético Daule     | 10  | 9  | 3  | 1  | 5  | 12 | 21 | -9  |
| Carlos Borbor      | 9   | 9  | 3  | 0  | 6  | 9  | 24 | -15 |
| Don Café           | 9   | 10 | 3  | 0  | 7  | 15 | 30 | -15 |
| Atlético Playas    | 4   | 8  | 1  | 1  | 6  | 9  | 23 | -14 |
| Montenegro F.C.    | 3   | 9  | 1  | 0  | 8  | 3  | 19 | -16 |

### Segunda fase

#### Cuadrangular A
| Equipo           | Pts | PJ | PG | PE | PP | GF | GC | Dif |
| ---------------- | --- | -- | -- | -- | -- | -- | -- | --- |
| Fedeguayas       | 15  | 5  | 5  | 0  | 0  | 11 | 3  | 8   |
| Norte América    | 9   | 5  | 3  | 0  | 2  | 17 | 9  | 8   |
| Liceo Cristiano  | 6   | 5  | 2  | 0  | 3  | 6  | 7  | -1  |
| L.D. Estudiantil | 0   | 5  | 0  | 0  | 5  | 3  | 18 | -15 |

#### Cuadrangular B
| Equipo             | Pts | PJ | PG | PE | PP | GF | GC | Dif |
| ------------------ | --- | -- | -- | -- | -- | -- | -- | --- |
| Atlético Guayaquil | 13  | 5  | 4  | 1  | 0  | 9  | 1  | 8   |
| Milagro S.C.       | 7   | 5  | 2  | 1  | 2  | 4  | 4  | 0   |
| A.D. Naval         | 5   | 5  | 1  | 2  | 2  | 7  | 9  | -2  |
| Rocafuerte F.C.    | 3   | 5  | 1  | 0  | 4  | 7  | 13 | -6  |

#### Final
Se jugó la final del campeonato, la cual quedó empatada a 1 gol por bando.  En penales, Fedeguayas venció a Atlético Guayaquil